# Defensor Lima
Club Atlético Defensor Lima ist ein peruanischer Fußballverein aus Breña nahe der Hauptstadt Lima. Der Verein wurde 1931 gegründet und trägt seine Heimspiele im Estadio Nacional aus, das Platz bietet für 45.000 Zuschauer. Defensor Lima wurde bisher einmal Fußballmeister von Peru und spielt derzeit in der Copa Perú.

## Geschichte
Defensor Lima wurde am 31. Juli des Jahres 1931 im Distrikt Breña nahe der peruanischen Hauptstadt Lima gegründet und trägt aufgrund dieser Nähe zur Hauptstadt auch den Namen dieser. Die ersten Jahre seines Bestehens verbrachte der Verein ausnahmslos in den Weiten des unterklassigen peruanischen Fußballs. So dauerte es an die dreißig Jahre, bis man Defensor Lima einmal in der höchsten Spielklasse des Landes finden konnte. In der Saison 1960 gelang der Mannschaft der Gewinn der Segunda División und damit verbunden der Aufstieg in die Primera División, in der man sich auch etablieren konnte.
Im Jahre 1973 gelang Defensor Lima eine durchaus große Überraschung. In einer Zeit, in der der peruanische Fußball stark von Rekordmeister Universitario de Deportes dominiert wurde, das im Vorjahr als erste peruanische Mannschaft überhaupt den Sprung ins Endspiel der Copa Libertadores geschafft hatte, düpierte Defensor Lima die Spitzenteams und sicherte sich zum ersten und bis heute einzigen Mal die Meisterschaft des Andenlandes. Nach der regulären Saison nur auf Platz vier rangierend, steigerte sich das Team des uruguayischen Trainers Roque Máspoli in der Finalrunde und beendete diese auf dem ersten Rang mit einem Punkt Vorsprung auf Sporting Cristal. Durch diesen Erfolg war Defensor Lima auch für die Copa Libertadores 1974 startberechtigt, wo man in der Gruppenphase erneut für eine gewisse Überraschung sorgte. In der Gruppe vier zusammen mit Sporting Cristal sowie den beiden ecuadorianischen Vertretern CD El Nacional und Universidad Católica belegte man den ersten Tabellenplatz und erreichte somit die nächste Runde. Die zweite Gruppenphase verlief dann jedoch weniger erbaulich, man konnte weder einen Sieg noch ein Unentschieden landen, sondern verlor vielmehr jedes der vier Spiele und schied als Tabellenletzter hinter dem FC São Paulo aus Brasilien sowie CD Los Millonarios aus Kolumbien aus. Bis heute ist dieser Auftritt in der Copa Libertadores der einzige für den Verein.
Nach der Meisterschaft von 1973 ging es mit den Leistungen von Defensor Lima stark bergab. Schon wenige Jahre später musste man absteigen, 1980 gelang die Rückkehr auf die höchste Bühne des peruanischen Fußballs. Nach einem weiteren Abstieg und dem Wiederaufstieg 1988 verlebte Defensor Lima seine bislang letzte Spielzeit in der Primera División im Jahr 1994, als man als Tabellenletzter absteigen musste. Danach schaffte der Verein nie wieder die Rückkehr in die höchste Spielklasse, sondern ist heute vielmehr nur mehr in den Niederungen der Copa Perú zu finden, in der Jahr für Jahr die Teilnehmer an der zweithöchsten Liga ermittelt werden.

## Bekannte Spieler
- Gerónimo Barbadillo, peruanischer WM-Teilnehmer von 1982, 1974 bis 1977 bei Defensor Lima, später unter anderem in Avellino und Udinese
- Guillermo La Rosa, entstammt der Jugendabteilung von Defensor Lima, weiterhin Teil der Meistermannschaft von 1975 und zweifacher WM-Teilnehmer
- Juan Valdivieso, peruanischer WM-Teilnehmer von 1930, kurz bei Defensor Lima, die ganze restliche Karriere bei Alianza Lima
- Luis Rubiños, Torhüter der peruanischen WM-Mannschaft von 1970, 1963 kurzzeitig von Sporting Cristal an Defensor Lima ausgeliehen
- Nicolás Fuentes, Teilnehmer an der Weltmeisterschaft 1970, von 1973 bis 1974 im Verein, sonst lange Zeit bei Universitario de Deportes
- Roberto Challe, WM-Teilnehmer 1970 und mehrfacher Meister mit Universitario de Deportes, 1973 Teil der Meistermannschaft von Defensor Lima
- Rubén Correa, lange Zeit bei Universitario de Deportes und WM-Teilnehmer von 1970, zum Karriereausklang bei Defensor Lima unter Vertrag
- Waldemar Victorino, ehemaliger uruguayischer Nationalspieler und Weltpokalsieger 1980, Karriereausklang bei Defensor Lima

## Bekannte Trainer
- Marcos Calderón, Trainer Perus bei der WM 1978, 1987 Opfer des Flugzeugabsturzes, bei dem die komplette Mannschaft von Alianza Lima starb, 1963 kurz bei Defensor
- Roberto Challe Olarte, als Spieler WM-Teilnehmer von 1970, später Defensor Limas Aufstiegstrainer 1988, ferner zweifacher Meister mit Universitario de Deportes
- Roque Máspoli, legendärer uruguayischer Torhüter und Weltmeister 1950, als Trainer Teil der Meistermannschaft von Defensor Lima im Jahre 1973

## Erfolge
- Peruanische Meisterschaft: 1× (1973)

- Peruanische Zweitligameisterschaft: 2× (1960, 1988)

- Teilnahme an der Copa Libertadores: 1×

1974: zweite Gruppenphase